# Valérie Hayer
Valérie Hayer (nascida em 6 de abril de 1986) é uma advogada e política francesa do Renascimento (RE) que foi eleita deputada ao Parlamento Europeu em 2019.

## Carreira política
No parlamento, Hayer já faz parte da Comissão dos Orçamentos. Ela também é a coordenadora do seu grupo parlamentar na comissão. Em 2020, ela atuou como co-relatora do Parlamento (ao lado de José Manuel Fernandes) numa moção bem-sucedida para atribuir novas receitas fiscais ao orçamento da União Europeia para reembolsar o seu empréstimo conjunto de 750 bilhões de euros (US $ 888 bilhões) para recuperação económica após a pandemia COVID-19. Ela também faz parte da equipa de negociação do Parlamento para o orçamento da UE a longo prazo (QFP) e para a reforma dos recursos próprios.
Para além das suas atribuições nas comissões, Hayer faz parte da delegação do Parlamento para as relações com os países do Sudeste Asiático e da Associação das Nações do Sudeste Asiático (ASEAN). É também membro do European Internet Forum e do grupo MEPs Against Cancer.